# 臧衍
臧衍，西汉初年人物，燕王臧荼的儿子。
汉高帝五年（前202年）臧荼反汉被杀后，臧衍流亡匈奴。汉高帝十一年（前196年）陈豨反汉，燕王卢绾发兵进攻其东北，又派出使臣张胜去匈奴。张胜在匈奴遇见臧衍，臧衍劝张胜：“先生之所以在燕国受到重用，是因为熟悉匈奴之事。燕国之所以长期存在，因为内地诸侯屡次反叛，兵事连绵不决。如今张公为燕国想急灭陈豨等人；陈豨等人尽灭，接下来也就是燕国了，张公等也就将成为囚徒了。何不让燕王缓攻陈豨，与匈奴和好。事情缓和，便可长期在燕国称王；一旦汉廷有变，也可借外援保全。”张胜同意，于是私下让匈奴帮助陈豨等人攻击燕军。燕王卢绾得知后，派张胜去匈奴作密使。臧荼的孙女臧儿是汉武帝的外祖母，未详是否为臧衍的女儿。